# Старая Гутка
Ста́рая Гу́тка (укр. Стара́ Гу́тка) — село в Семёновском районе Черниговской области Украины. Население 128 человек. Занимает площадь 0,31 км².
Код КОАТУУ: 7424786001. Почтовый индекс: 15471. Телефонный код: +380 4659.

## Власть
Орган местного самоуправления — Старогутковский сельский совет. Почтовый адрес: 15470, Черниговская обл., Семёновский р-н, с. Старая Гутка, ул. Центральная, 2.